# Шоссе 264 (Израиль)
Шоссе 264 (ивр. כביש 264‎ , англ. Highway 264) — израильское шоссе, ведущее с севера на юг в южной части Израиля. Длина шоссе 14.5 км, оно ведет от Шоссе 25 на юге до Шоссе 40 на севере.

## История
Шоссе 264 было построено как южная часть новой дороги до Беэр-Шевы, которая была проложена между июлем 1949 года и июлем 1951 года. Оно соединило перекресток Малахия с шоссе 25, что привело к прямому доступу транспорта к Беэр-Шеве. В начале 1950-х это шоссе было главной дорогой для транспорта, следующего в Беэр-Шеву.

## Перекрёсткииразвязки
| Километр | Название                                          | Тип | Расположение    | Пересечение дорог   |
| -------- | ------------------------------------------------- | --- | --------------- | ------------------- |
| 0        | ивр. צומת הנשיא‎ (Перекрёсток ха-Наси)             |     | Эшель ха-Наси   | Шоссе 25            |
| 5        | ивр. צומת משמר הנגב‎ (Перекрёсток Мишмар ха-Негев) |     | Мишмар ха-Негев | Внутренняя дорога   |
| 6.5      | ивр. צומת רהט דרום‎ (Перекрёсток Рахат-Даром)      |     | Рахат           | улица Ицхака Рабина |
| 10.5     | ивр. צומת שובל‎ (Перекрёсток Шоваль)               |     | Рахат           | Внутренняя дорога   |
| 14.5     | ивр. צומת קמה‎ (Перекрёсток Кама)                  |     | Бейт-Кама       | Шоссе 40            |